# История Шемахи
История Шемахи включает в себя историю города Шемахы на территории Азербайджанской Республики с античных времен до наших дней.

## Античный период
В результате археологических раскопок, проведённых в северо-западной части Шемахи в XX веке, было обнаружено поселение, относящееся к V—IV векам до н. э. Будучи одним из городов Кавказской Албании, Шемаха упоминается у античного географа Птолемея (II век) под названием Кемахея или Мамахея. В 1958 году на территории нынешнего города были найдены клады монет, отчеканенные в период существования государства Кавказской Албании.
К западу от современного города находятся остатки древнего города площадью свыше 50 га. В конце IV века до н. э. на этой территории появилось новое поселение, приобретшее позже городские черты.

## Средневековый период
В 861 году Мазъядид Хайсам ибн Халид заложил основы государства Ширваншахов. В 918 году Шемаха была объявлена столицей этого государства.
В 1032—1033 годах Шемаха была разграблена в результате набегов славянских племен (аланов, сариров, русов).
В 1123—1124 годах город был захвачен грузинским царем Давидом IV.
В 1222 году во время нашествия монголов в Ширван, Шемаха была захвачена и разрушена. 
Средневековая Шемаха упоминается в персидском анонимном труде «Аджаиб ад-Дунья» (XIII век).
Будучи одним из крупных торгово-ремесленных центров на Ближнем Востоке, город занимал важное место в торговле шёлком. В XV—XVI веке упоминаются торговые связи шемахинских и венецианских купцов.
Около 1468 года город посетил путешественник Афанасий Никитин, упомянувший его в своих путевых записках «Хожение за три моря».
В 1500 году город был захвачен основателем государства Сефевидов Шахом Исмаилом Хатаи.
В ходе ходе османо-сефевидской войны 1578—1590 годов 26 ноября 1578 года состоялась битва за Шемаху. 50 000-я армия Сефевидов (кызылбашей) (по другим данным 30 000-я) под командование наследного принца Хамзы-Мирзы и великого визиря, переправилась по понтонному мосту через Куру, вступив в Ширван, и 26 ноября подошла к Шемахе. В первый же день сражения, окружив город со всех сторон, кызылбашам удалось сломить сопротивление османских войск, и в ходе штурма овладеть городом. Сражение вылилось в уличные бои, длившиеся до самого утра следующего дня. Видя безнадёжность своего положения, ещё до начала битвы Осман-паша послал гонцов за подкреплением к крымскому царевичу Адиль Гераю, направлявшемуся в Сальяны. Узнав о близости подхода крымского войска и не желая оказаться окружённым, как это произошло в первой битве за город 17 ноября, когда благодаря подходу крымских татар, удалось не только отстоять город, но и нанести крупное поражение кызылбашам во главе с Арас-ханом[уточнить].
В 1607 году сефевидский Шах Аббас I занял Шемаху.

## Новое время
В 1721 году Шемаха подверглась взятию и разграблению объединенными войсками Гаджи Давуда Мушкурского, Сурхая Кази-Кумухского и Ахмед-хана Кайтагского.
В 1734 году после разграбления города Надир-шахом, местные жители были переселены в Агсу, переименованный в «Ени Шамахы». После смерти Надир-шаха в 1747 году, Шемаха превратилась в столицу Шамахинского ханства.
В 1768 году Шамахинское ханство было присоединено к Губинскому ханству. После смерти Фатали хана Губинского в 1789 году, ханство вновь обрело независимость. Это длилось недолго. В 1796 году русская армия взяла Шемаху. Русские войска были выведены из Шемахи лишь после приказа императора Павла I.
В 1805 году Мустафа-хан Ширванский принял российское подданство с условием передачи северных ханств под его контроль и невыплаты дани. Присоединение Ширванского ханства к России в 1805 году было подтверждено Гюлистанским мирным договором 1813 года. После этого ханство стало местом ссылки адептов секты скопцов. 
В 1820 году ханское управление в Ширване было упразднено. В период с 1840 по 1846 годы Шемаха являлась административным центром Каспийской области, с 1846 по 1859 годы — административным центром Шемахинской губернии.
По свидетельству В. А. Инсарского, побывавшего в Шемахе в сентябре 1857 года, Шемаха был «... город довольно значительный, но чисто азиатский, состоящий почти исключительно из сакель, среди которых изредка возвышались дома зажиточных людей».
Сильное землетрясение, произошедшее 2 декабря 1859 года, способствовало тому, что центр губернии был перенесён в Баку. Шемаха стала административным центром Шемахинского уезда в составе Бакинской губернии.

## Новейший период
Немецкий историк Йорг Баберовски отмечает, что в середине марта 1918 года 3-тысячная бакинская армянская группировка под командованием дашнакского офицера Степана Лалаева обрушилась на этот регион с террором. Во время погрома мародёрствующими бандами было убито около 7 тысяч человек. По словам Баберовски, в середине апреля 1918 армянская группировка дашнакского офицера Степана Лалаева проникла в район Шемахи, выполняя официальную директиву коммуны. Около 30 000 жителей города были зверски убиты или изгнаны. Солдаты Лалаева убивали детей и стариков, женщин насиловали и сбрасывали с балконов. Многие женщины и дети укрылись в городских мечетях, которые были сожжены солдатами и беженцы сгорели в них заживо.
В апреле 1920 года в Шемахе была установлена советская власть.

## Культура
Город Шемаха является родиной многих видных азербайджанских деятелей культуры (Мирза Алекпер Сабир, Фазлуллах Наими, Имадеддин Насими, Сеид Азим Ширвани, Фалаки Ширвани, Хагани Ширвани, Гаджи Зейналабдин Ширвани, Мухаммед Хади, Аббас Сиххат, Али Ализаде, Азиза Джафарзаде, Алим Гасымов и другие).
По инициативе общеизвестного фармацевта Кафеиддина Омара ибн Османа (дяди Хагани Ширвани) в XII веке в Шемахе была основана медицинская школа.
В XIX веке в Шемахе открылись уездные школы, школы для шиитов и суннитов (1847—1849), художественные кружки, а также литературные меджлисы (собрания).
В 1906 году женский костюм из Шемахи был передан в Кавказский музей в Тифлисе в качестве экспоната музея.
В 2010 году в Шемахе был поставлен памятник одинокому турецкому офицеру Кавказской исламской армии.

## Достопримечательности
Несмотря на повышенную сейсмичность региона (ряд разрушительных землетрясений в 1192, 1607, 1669, 1859 и 1902 годах), большинство исторических памятников сохранилось до сих пор:
- Джума мечеть, пятничная соборная мечеть VIII века[28]
- руины крепости Гюлистан XI—XII веков[29]
- кладбище «Шахандан» (XI—XII)[30].
- «Едди Гюмбез» («Семь Куполов») — кладбище и группа мавзолеев, усыпальниц шамахинских ханов XVIII—XIX вв.[31]
- кладбище «Лалезар» с множеством могил XVII—XVIII вв.[5]
- астрофизическая обсерватория имени Насреддина Туси (1960)[32]

## В мировой культуре
Шемаха упоминается русским поэтом А. С. Пушкиным в «Сказке о золотом петушке» («Подари ж ты мне девицу, шемаханскую царицу») и запечатлена на картинах русского художника Г. Гагарина «Шамахинская баядерка», «Танцовщица из Шемахи», «Танцовщица Ниса», написанных в 1847 году).
Город также упоминается в произведении французского драматурга Александра Дюма «Кавказ» (1847).